# Gros-grain

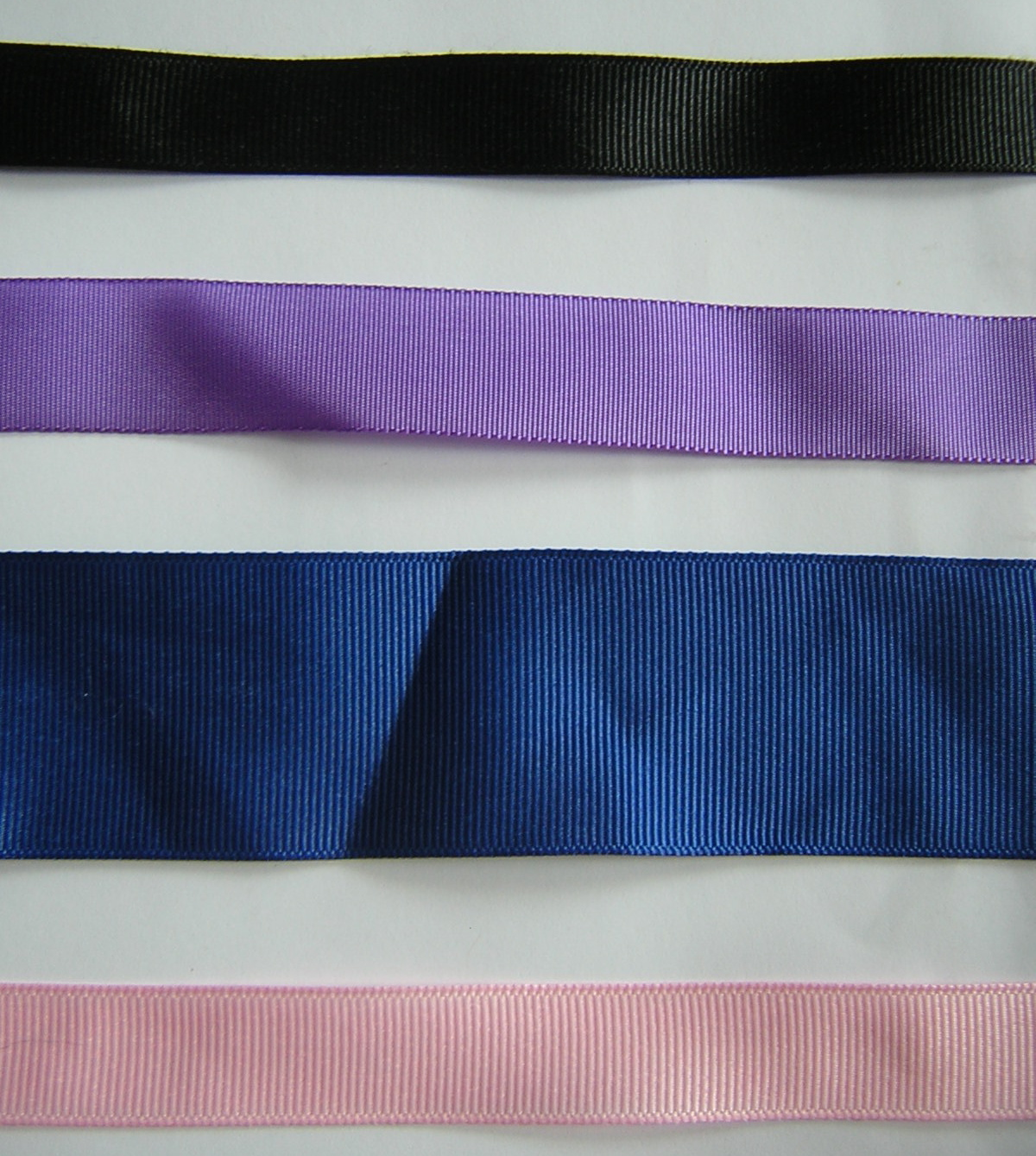
Rubans en gros-grain de différentes largeurs.

Le gros-grain est un tissu à l'origine en soie côtelée, sans lisière, utilisé pour les rubans des chapeaux ou les ceintures des jupes et parfois pour certains vêtements comme les vestes. Il est le plus souvent de couleur unie.
Son nom a donné le mot « gourgouran », qui désigne un tissu d'ameublement.
Aujourd'hui, le gros grain peut avoir différentes compositions : la soie, le coton, la viscose et le polyester. 

## Étymologie
Le mot vient de l'adjectif en bas latin grossus (« gros », « épais ») et du substantif latin granum (« grain », ici au sens de « texture »).

## Usage
Dans la fabrication de chapeau, le gros grain sert à protéger l'entrée de tête des chapeaux. Il est aussi utilisé comme garniture (décoration) pour créer des nœuds, fleurs et bien d'autres formes. La particularité du gros grain est qu'il peut être "tourné", c'est-à-dire  travaillé au fer, pour lui donner une forme arrondie et ainsi s'adapter parfaitement à un bord de chapeau. Les modistes utilisent principalement le gros grain en coton. 

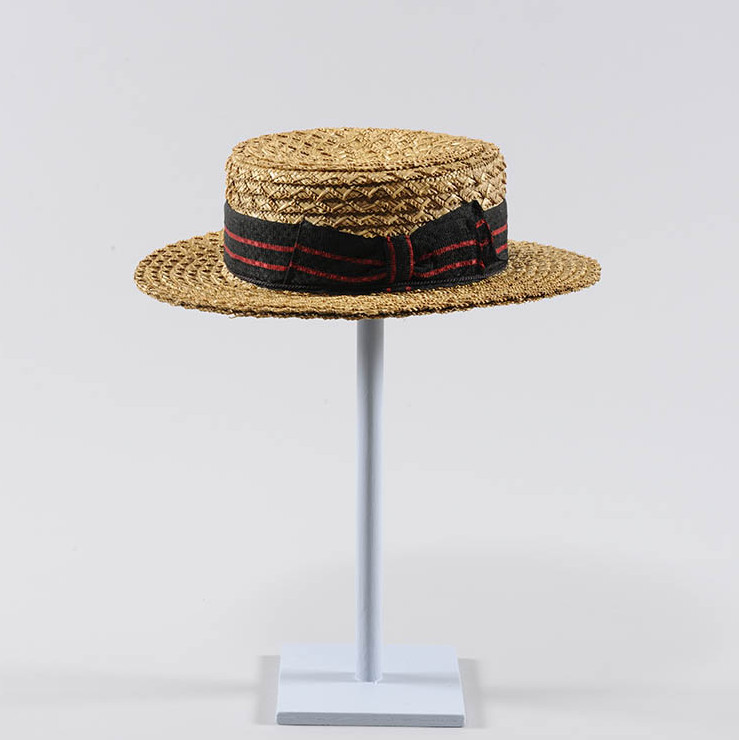
Canotier masculin en paille tressée et cousue, agrémenté d’un gros-grain façonné à motifs géométriques noir et rouge, sans date, collection Musées départementaux de la Haute-Saône.

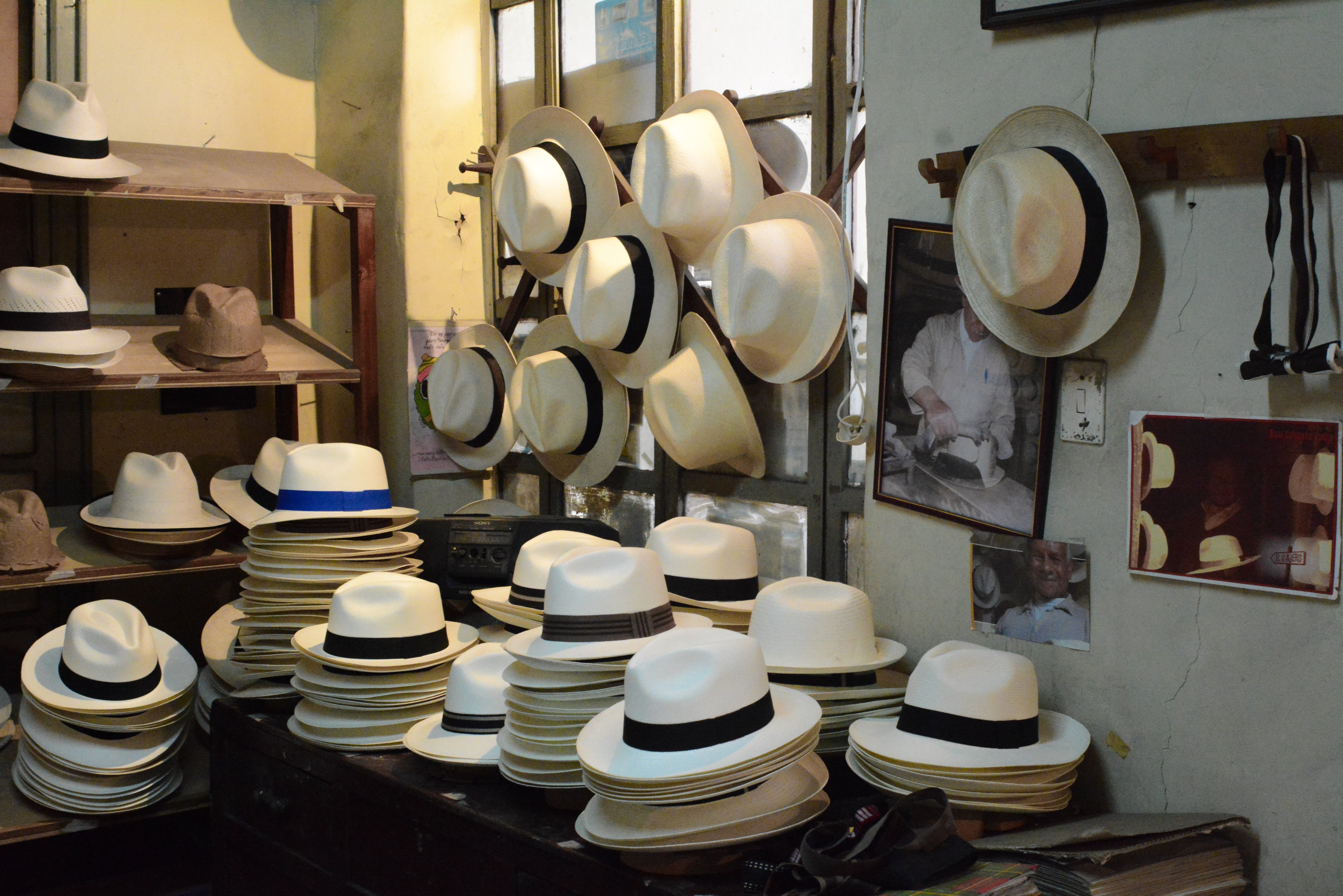
Un assortiment de panamas ornés de différents gros-grains, Équateur.

Le ruban de gros-grain, souvent noir, orne traditionnellement certains chapeaux de paille, en particulier le canotier, ou en fibres végétales comme le panama.